# Futbol'nyj Klub Rubin Kazan' 2014-2015
Questa voce raccoglie le informazioni riguardanti il Futbol'nyj Klub Rubin Kazan' nelle competizioni ufficiali della stagione 2014-2015.

## Stagione
Nella stagione 2014-2015 il FK Rubin Kazan' ha disputato la Prem'er-Liga, massima serie del campionato russo di calcio, terminando il torneo al quinto posto con 48 punti conquistati in 30 giornate, frutto di 13 vittorie, 9 pareggi e 8 sconfitte, guadagnando l'accesso ai preliminari della UEFA Europa League 2015-2016. Nella Coppa di Russia è sceso in campo a partire dai sedicesimi finale, eliminando prima il Luč-Ėnergija e poi lo Spartak Mosca, raggiungendo i quarti di finale dove è stato eliminato dalla Lokomotiv Mosca, vincitrice del trofeo.

## Rosa
| N. |                        | Ruolo | Calciatore         |
| -- | ---------------------- | ----- | ------------------ |
| 1  | Russia (bandiera)      | P     | Sergej Ryžikov     |
| 2  | Russia (bandiera)      | D     | Oleg Kuz'min       |
| 3  | Russia (bandiera)      | D     | Elmir Nabiullin    |
| 4  | Russia (bandiera)      | D     | Taras Burlak       |
| 4  | Uruguay (bandiera)     | D     | Guillermo Cotugno  |
| 5  | Georgia (bandiera)     | D     | Solomon Kvirkvelia |
| 7  | Russia (bandiera)      | A     | Igor' Portnjagin   |
| 8  | Russia (bandiera)      | A     | Vladimir Djadjun   |
| 9  | Russia (bandiera)      | C     | Pavel Mogilevec    |
| 9  | Russia (bandiera)      | A     | Dmitrij Otstavnov  |
| 10 | Croazia (bandiera)     | A     | Marko Livaja       |
| 11 | Ucraina (bandiera)     | A     | Marko Dević        |
| 12 | Russia (bandiera)      | P     | Alexander Filtsov  |
| 15 | Bielorussia (bandiera) | C     | Sjarhej Kisljak    |
| 19 | Russia (bandiera)      | A     | Kamil' Mullin      |
| 20 | Russia (bandiera)      | C     | Vladimir Sobolev   |

| N. |                     | Ruolo | Calciatore         |
| -- | ------------------- | ----- | ------------------ |
| 21 | Ghana (bandiera)    | C     | Mubarak Wakaso     |
| 23 | Georgia (bandiera)  | D     | Mamuka Kobakhidze  |
| 27 | Russia (bandiera)   | C     | Magomed Ozdoev     |
| 29 | Russia (bandiera)   | C     | Šota Bibilov       |
| 33 | Russia (bandiera)   | D     | Inal Getigežev     |
| 44 | Spagna (bandiera)   | D     | César Navas        |
| 49 | Russia (bandiera)   | D     | Vitalij Ustinov    |
| 61 | Turchia (bandiera)  | C     | Gökdeniz Karadeniz |
| 69 | Iran (bandiera)     | A     | Sardar Azmoun      |
| 77 | Bulgaria (bandiera) | C     | Blagoj Georgiev    |
| 80 | Russia (bandiera)   | D     | Egor Sorokin       |
| 85 | Russia (bandiera)   | D     | Ilzat Akhmetov     |
| 87 | Brasile (bandiera)  | C     | Carlos Eduardo     |
| 88 | Russia (bandiera)   | C     | Ruslan Kambolov    |
| 91 | Russia (bandiera)   | P     | Jurij Nesterenko   |
| 99 | Russia (bandiera)   | A     | Maksim Kanunnikov  |

## Risultati

### Campionato
| Kazan' 1 agosto 2014 1ª giornata | Rubin | 0 – 4 referto | Spartak Mosca | Stadio Centrale di Kazan' |

| Groznyj 9 agosto 2014 2ª giornata | Terek Groznyj | 1 – 1 referto | Rubin | Achmat-Arena |

| Tula 13 agosto 2014 3ª giornata | Arsenal Tula | 0 – 0 referto | Rubin | Stadio Arsenal |

| Kazan' 17 agosto 2014 4ª giornata | Rubin | 1 – 1 referto | Lokomotiv Mosca | Kazan Arena |

| Kazan' 23 agosto 2014 5ª giornata | Rubin | 2 – 1 referto | CSKA Mosca | Kazan Arena |

| Kazan' 31 agosto 2014 6ª giornata | Rubin | 1 – 1 referto | Ufa | Kazan Arena |

| Rostov sul Don 13 settembre 2014 7ª giornata | Rostov | 1 – 2 referto | Rubin | Stadio Olimp-2 |

| Krasnodar 20 settembre 2014 8ª giornata | Kuban' | 2 – 1 referto | Rubin | Stadio Kuban' |

| Kazan' 29 settembre 2014 9ª giornata | Rubin | 2 – 1 referto | Torpedo Mosca | Kazan Arena |

| Kazan' 20 ottobre 2014 10ª giornata | Rubin | 5 – 0 referto | Mordovija | Kazan Arena |

| Chimki 27 ottobre 2014 11ª giornata | Dinamo Mosca | 0 – 2 referto | Rubin | Arena Chimki |

| Kazan' 3 novembre 2014 12ª giornata | Rubin | 1 – 1 referto | Amkar Perm' | Kazan Arena |

| Krasnodar 9 novembre 2014 13ª giornata | Krasnodar | 2 – 0 referto | Rubin | Stadio Kuban' |

| Ekaterinburg 22 novembre 2014 14ª giornata | Ural | 1 – 3 referto | Rubin | Stadio Centrale di Kazan' |

| Kazan' 30 novembre 2014 15ª giornata | Rubin | 1 – 1 referto | Dinamo Mosca | Kazan Arena |

| Kazan' 3 dicembre 2014 16ª giornata | Rubin | 0 – 1 referto | Zenit San Pietroburgo | Kazan Arena |

| Saransk 8 dicembre 2014 17ª giornata | Mordovija | 0 – 1 referto | Rubin | Start Stadion |

| Kazan' 9 marzo 2015 18ª giornata | Rubin | 1 – 0 referto | Arsenal Tula | Stadio Rubin |

| Kazan' 15 marzo 2015 19ª giornata | Rubin | 2 – 1 referto | Terek Groznyj | Stadio Rubin |

| Kazan' 21 marzo 2015 20ª giornata | Rubin | 2 – 0 referto | Rostov | Stadio Rubin |

| Perm' 4 aprile 2015 21ª giornata | Amkar Perm' | 0 – 3 referto | Rubin | Stadio Zvezda |

| Kazan' 7 aprile 2015 22ª giornata | Rubin | 1 – 2 referto | Krasnodar | Stadio Rubin |

| San Pietroburgo 12 aprile 2015 23ª giornata | Zenit San Pietroburgo | 1 – 1 referto | Rubin | Stadio Petrovskij |

| Kazan' 18 aprile 2015 24ª giornata | Rubin | 2 – 1 referto | Ural | Stadio Rubin |

| Mosca 26 aprile 2015 25ª giornata | Spartak Mosca | 1 – 0 referto | Rubin | Otkrytie Arena |

| Mosca 3 maggio 2015 26ª giornata | Torpedo Mosca | 2 – 2 referto | Rubin | Stadio Ėduard Strel'cov |

| Kazan' 8 maggio 2015 27ª giornata | Rubin | 1 – 0 referto | Kuban' | Stadio Rubin |

| Mosca 16 maggio 2015 28ª giornata | Lokomotiv Mosca | 3 – 0 referto | Rubin | Stadio Lokomotiv |

| Chimki 25 maggio 2015 29ª giornata | CSKA Mosca | 3 – 0 referto | Rubin | Arena Chimki |

| Saransk 30 maggio 2015 30ª giornata | Ufa | 1 – 1 referto | Rubin | Start Stadion |

### Coppa di Russia
| Vladivostok 24 settembre 2014 Sedicesimi di finale | Luč-Ėnergija | 0 – 2 referto | Rubin | Stadio Dinamo |

| Kazan' 30 ottobre 2014 Ottavi di finale | Rubin | 2 – 0 referto | Spartak Mosca | Kazan Arena |

| Arbitro: | Bezborodov |

|                                       |                      |                                |
| M. Fernandes Samedov Ćorluka Škuletić | Tiri di rigore 4 – 2 | Karadeniz Livaja Kuz'min Navas |

## Statistiche

### Statistiche di squadra
| Competizione | Punti | In casa | In casa | In casa | In casa | In casa | In casa | In trasferta | In trasferta | In trasferta | In trasferta | In trasferta | In trasferta | Totale | Totale | Totale | Totale | Totale | Totale | DR  |
| Competizione | Punti | G       | V       | N       | P       | Gf      | Gs      | G            | V            | N            | P            | Gf           | Gs           | G      | V      | N      | P      | Gf     | Gs     | DR  |
| ------------ | ----- | ------- | ------- | ------- | ------- | ------- | ------- | ------------ | ------------ | ------------ | ------------ | ------------ | ------------ | ------ | ------ | ------ | ------ | ------ | ------ | --- |
| Prem'er-Liga | 48    | 15      | 8       | 4       | 3       | 22      | 15      | 15           | 5            | 5            | 5            | 17           | 18           | 30     | 13     | 9      | 8      | 39     | 33     | +6  |
| Kubok Rossii | -     | 1       | 1       | 0       | 0       | 2       | 0       | 2            | 1            | 1            | 0            | 2            | 0            | 3      | 2      | 1      | 0      | 4      | 0      | +4  |
| Totale       | -     | 16      | 9       | 4       | 3       | 24      | 15      | 17           | 6            | 6            | 5            | 19           | 18           | 33     | 15     | 10     | 8      | 43     | 33     | +10 |